# Sophia Ellis

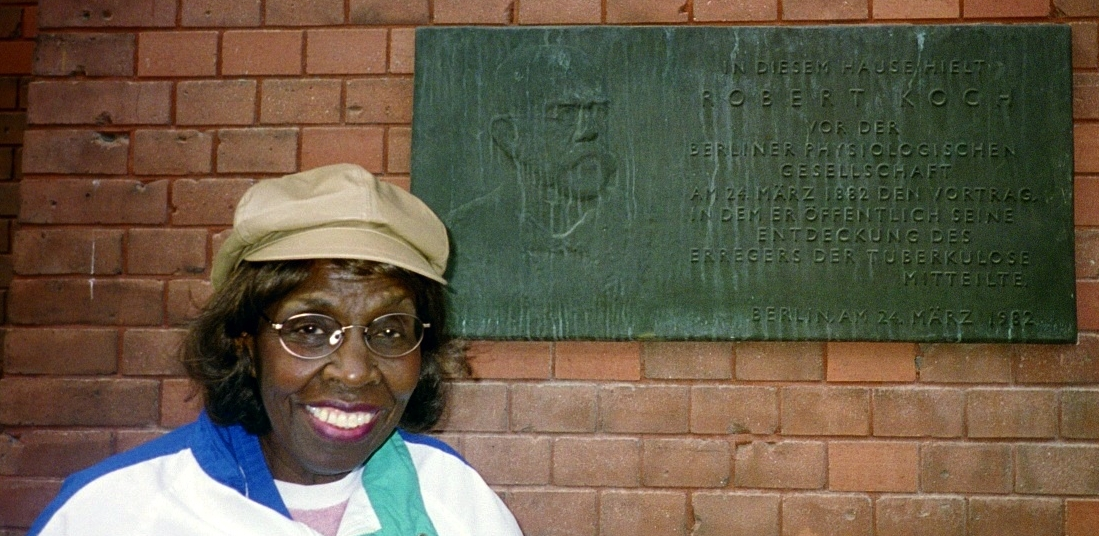
Sophia Ellis (2004)

Sophia Ellis geb. Holley (* 30. Januar 1927 in Detroit, Michigan; † 7. Dezember 2022 in West Bloomfield, Michigan) war eine US-amerikanische Deutschlehrerin in Detroit.

## Leben
Ellis war eines von neun Geschwistern. Ihr Bruder war der Jazz-Pianist Major Holley. 1949 machte Sophia Ellis ihren Bachelor-Abschluss. Die National Urban League, eine der ältesten afroamerikanischen Freiheitsbewegungen, finanzierte ihr ein Stipendium für die Fächer Biologie und Deutsch. Bereits als Lehrerin absolvierte sie an der Universität von Ann Arbor ihren Master-Abschluss in deutscher Sprache und Literatur als einzige schwarze US-Amerikanerin in diesem Jahr.
Für ihre Bemühungen um das amerikanisch-deutsche Verhältnis verlieh Bundespräsident Roman Herzog ihr am 2. Mai 1995 das Bundesverdienstkreuz am Bande. 2006 wurde sie in Washington vom National Council for International Visitors mit dem Educator of the Year Award ausgezeichnet.
Seit 1950 unterrichtete sie in den Detroit Public Schools, zuletzt an der Martin Luther King High School. Sie ging 2006 mit 77 Jahren als dienstälteste Lehrkraft des Bundesstaates Michigan in den Ruhestand.
Im Jahr 2009 gründete Ellis ihren eigenen Stipendienfonds über 25.000 US-Dollar. Das Sophia Holley Ellis Stipendium finanziert Studierende in finanzieller Not, die am LSA College der Michigan Universität studieren.